# Oratorio di Sant'Anna (Breggia)
L'oratorio di Sant'Anna è un edificio religioso tardobarocco che si trova a Morbio Superiore, frazione di Breggia, in Canton Ticino.

## Storia
La chiesa sorse in origine, in un periodo storico sul quale non si hanno informazioni certe, in forma di cappella. Fra il 1692 e il 1705, tuttavia, al posto dell'edificio precedente venne costruito quello attuale. Il progetto fu realizzato da Francesco della Torre. Alcuni degli affreschi custoditi all'interno sono cinquecenteschi, altri invece sono settecenteschi.